# معركة إليبا
يمكننا القول بأن  معركة إليبا  كانت أعظم انتصارات سكيبيو الإفريقي خلال الحرب البونيقية الثانية. على الرغم من أنها لم تكن بنفس حرفية حنبعل في تكتيكه لمعركة كاناي، إلا أنها أظهرت قدرات سكيبيو العسكرية. أنهت المعركة تواجد القرطاجيون إلى الأبد في شبه الجزيرة الأيبيرية، والتي كانت قاعدة لإرسال إمدادات المال والرجال لحنبعل في إيطاليا.

## التحضير
بعد معركة بيكولا ومغادرة صدربعل برقا لإيبيريا، وصل المزيد من التعزيزات للقرطاجيين في أيبيريا في عام 207 ق.م، تحت قيادة هانو الكبير، الذي انضم إلى قوات ماجو برقا. استطاع الاثنان جمع جيش قوي من خلال تجنيد الأيبيريين. وفي الوقت نفسه، تقدم صدربعل جيسكو بقواته من قادس إلى أندلوسيا. وهكذا أصبح على سكيبيو مواجهة جيشين للعدو، إذا هاجم أحدها فمن دون شك سيهاجمه الآخر من الخلف.
بعد تخطيط دقيق، قررت سكيبيو إرسال كتيبة تحت قيادة أحد ضباطه ويدعى «سيلانوس» لمهاجمة ماجو في البداية. زحف سيلانوس بسرعة كبيرة وأصبح قادراً على مفاجأة القرطاجيين في معسكرهم، مما أدى إلى تشرذم الأيبيريين في معسكر ماجو والقبض على هانو.
وهكذا أصبح صدربعل جيسكو وحده في مواجهة سكيبيو، ولكن استطاع القائد القرطاجي تجنب المعركة عن طريق تقسيم قواته بين المدن المحصنة. وهكذا انتهت حملة عام 207 ق.م في إيبيريا، من دون حدوث معركة أخرى.

## مناورة ما قبل المعركة
في ربيع عام 206 ق.م، ركز القرطاجيون جهودهم لاسترداد مستعمراتهم الأيبيرية. إنضم ماجو برقا إلى صدربعل جيسكو عند إليبا، قدرت قواتهما بـ 54,000 إلى 70,000 جندي، وهي أكبر بكثير من جيش سكيبيو الإفريقي الذي يبلغ 43,000 رجلاً. كان جيش القرطاجيون يتألف من عدد كبير من الحلفاء الأيبيريين الذين لم يكونوا على نفس القدر من الكفاءة كالجنود الرومان.
عند وصول الرومان، شن ماجو هجوماً جريئاً على المعسكر الروماني بفرسانه الخيالة النوميد تحت قيادة حليفه ماسينيسا. كان هذا الهجوم متوقعا من قبل سكيبيو، الذي كان قد أخفى فرسانه بنفسه وراء تلة قريبة، والذين هاجموا جناحي القرطاجيين، وألحقوا بهم خسائر فادحة.
أمضى الخصمين الأيام القليلة التالية في مراقبة واختبار بعضهما البعض، كان سكيبيو ينتظر دائما القرطاجيون حتى تصطف قواتهم ثم يقوم باصطفاف جنوده. كان تشكيل الرومان يتألف دائما من الفيالق الرومانية في الوسط وعلى الأجنحة حلفائهم الأيبيريين، مما جعل ماجو زصدربعل يعتقدان أن هذا سيكون تشكيل الرومان في يوم المعركة. وكان هذا الخطأ الفادح الذي وقع فيه القرطاجيون.

## المعركة
أمر سكيبيو جيشه بأن يتناولوا إفطارهم قبل شروق الشمس. ثم أرسل فرسانه لمهاجمة القرطاجيين في الفجر بينما كانت قواته تتقدم خلفهم. في هذا اليوم كانت فيالق الرومان في الأجنحة والأيبيريين في القلب.
فوجئ القرطاجيون بالهجوم الروماني، وأسرعوا لالتقاط أسلحتهم دون تناول إفطارهم. كان القرطاجيون مايزالون يعتقدون أن سكيبيو سيرتب قواته بنفس التشكيل، فنشر صدربعل جنوده الأفارقة في القلب والمرتزقة الأيبيريين في الجناحين، ولم يكن قادرا على تغيير التشكيل بعد أن اكتشف تغيير الرومان لتشكيلهم لأن الجيشين كانا قد التحما.
مع تدمير جناحي الجيش القرطاجي الضعيفان، انخفضت الروح المعنوية للقرطاجيين بعدما ضغط الرومان علي قلب الجيش القرطاجي من الجانبين ودفعوا الفيلة القرطاجية نحو قلب جيشهم والتي انطلقت بجنون لتدهس من يقابلها. ثم بدأ الجوع والتعب يتمكنان من القرطاجيين، وبدأوا في الانسحاب بصورة منتظمة. وبعد أن زاد سكيبيو من ضغطه على القرطاجيين، إنهار القرطاجيون وكادت أن تحدث مجزرة كمجزرة كاناي إلا أن هطول الأمطار المفاجئ وضع حدا للقتال، وتمكن القرطاجيون من الفرار إلى معسكرهم.

## مناورة ما بعد المعركة
على الرغم من أن هروب القرطاجيون إلى معسكرهم جعلهم آمنين مؤقتاً، إلا أنهم لم يتمكنوا من الراحة، فكان عليهم مواجهة الهجوم الروماني في صباح اليوم التالي. مع مرور الوقت، تزايدت أعداد المرتزقة الأيبيريين الذين يهربون من صفوف القرطاجيين. ومع حلول الظلام، حاول صدربعل الهرب مع جنوده الأفارقة الهروب في الظلام.
أمر سكيبيو جيشه بمطاردة القرطاجيين. تكالب الجيش الروماني على اللحاق بالقرطاجيين، وما أن أدركوهم حتى بدأت المجزرة، ولم يبق سوى 6,000 جندي مع صدربعل، الذين فروا بعد ذلك بالصعود إلى قمة جبل من دون أي إمدادات بالمياه. استسلمت بقايا هذا الجيش القرطاجي بعد ذلك بوقت قصير، ولكن بعد أن استطاع صدربعل جيسكو وماجو برقا الهرب.

## النتائج
بعد المعركة، غادر صدربعل جيسكو إلى إفريقية لزيارة الملك النوميدي صيفاقس وإقناعه بالتحالف مع قرطاجنة، وقابل في بلاطه سكيبيو الإفريقي، الذي زاره أيضا لإغرائه بالتحالف مع الرومان.
فر ماجو برقا إلى جزر البليار، ومن هناك أبحر إلى ليغوريا، في محاولة منه لغزو شمال إيطاليا.
بعد إخضاعه النهائي لأيبيريا، انتقم سكيبيو من قادة القبائل الأيبيرية التي تسببت خيانتهم في مقتل أباه وعمه، عاد سكيبيو إلى روما. انتخب سكيبيو قنصلاً بالإجماع في عام 205 ق.م، ثم سيطر على صقلية، والتي بدأ منها غزو الأراضي القرطاجية في إفريقية.